# Semecarpus obovata
Semecarpus obovata är en sumakväxtart som beskrevs av Alexander Moon. Semecarpus obovata ingår i släktet Semecarpus och familjen sumakväxter. Inga underarter finns listade i Catalogue of Life.